# Alireza Rezaei
Alireza Rezaei (in persiano علیرضا رضایی‎; Teheran, 11 luglio 1976) è un ex lottatore iraniano, specializzato nella lotta libera.

## Palmarès

### Olimpiadi
- 1 medaglia:
  - 1 argento (Atene 2004 nei 120 kg)

### Mondiali
- 1 medaglia:
  - 1 bronzo (New York 2003 nei 120 kg)

### Giochi asiatici
- 1 medaglia:
  - 1 oro (Bangkok 1998 nei 130 kg)

### Campionati asiatici
- 5 medaglie:
  - 2 ori (Tashkent 1999 nei 130 kg; New Delhi 2003 nei 120 kg)
  - 2 argenti (Ulan Bator 2001 nei 130 kg; Wuhan 2005 nei 120 kg)
  - 1 bronzo (Guilin 2000 nei 130 kg)